# Pipí de Péronne
Pipí dit també Pipí de Péronne, nascut vers 815, mort després del 840, fou fill de Bernat, rei d'Itàlia i de Cunegunda (possible guillèmida), fou un comte de França.
Se l'esmenta com a comte al nord del riu Sena a partir del 834 i fins al 840. En aquest any 840 va donar suport a Lotari I en la seva revolta contra el pare i emperador Lluís I el Pietós.
No se sap qui fou la seva esposa però l'historiador Karl Ferdinand Werner, constatant que el seu fill Heribert I de Vermandois havia succeït a diversos nibelúngides va emetre la hipòtesi que l'esposa seria membre d'aquesta família i més concretament filla de Teodoric Nibelung, que és esmentat com a comte de Vermandois el 876. Del seu matrimoni va tenir cinc fills:
- Bernat, comte al Laonnès vers 877;
- Pipí, comte al nord de París entre 877 i 893;
- Heribert I (mort entre 900 i 907), comte de Vermandois ;
- Cunegunda ;
- Una filla que s'hauria casat amb Berenger, marquès de Nèustria, i després (en segones noces) amb Guiu de Senlis, comte de Senlis.

## Font
- Christian Settipani, La Préhistoire des Capétiens (Nouvelle histoire généalogique de l'auguste maison de France, vol. 1), ed. Patrick van Kerrebrouck, 1993 (ISBN 2-9501509-3-4)